# Mieszki-Leśniki
Mieszki-Leśniki – wieś w Polsce położona w województwie mazowieckim, w powiecie pułtuskim, w gminie Winnica. Ma status sołectwa
| SIMC    | Nazwa         | Rodzaj    |
| ------- | ------------- | --------- |
| 1055138 | Mieszki-Bursy | część wsi |

W latach 1975–1998 miejscowość administracyjnie należała do województwa ciechanowskiego.